# 2002 CU154
2002 CU154 est un objet transneptunien faisant partie  des cubewanos. 

## Caractéristiques
2002 CU154 mesure probablement moins de 170 km de diamètre.